# Honoríficos en náhuatl
Los honoríficos en náhuatl se refieren al conjunto de elementos lingüísticos y sistemas morfológicos que se encuentran en el idioma náhuatl o mexicano y que se utilizan para marcar grados de respeto y posición social relativa y distancia para el hablante y el sujeto del discurso.
Estos sistemas de trato honorífico o reverencial se han destacado tanto para la forma registrada de la era del contacto del siglo XVI (náhuatl clásico) como para las variedades modernas. El sistema de honoríficos observado para las lenguas náhuatl es muy complejo y emplea tanto morfemas libres como ligados que pueden adjuntarse a sustantivos, verbos, posposiciones y otros elementos gramaticales, proporcionando una gradación de opciones de tratamiento reverencial cuyo uso se rige por normas culturales y sociales dentro de la comunidad de habla náhuatl.

## Niveles de tratamiento
Los lingüistas han identificado al menos cuatro niveles distintos de tratamiento honorífico dentro y entre las variantes del náhuatl. Los cuatro niveles de honor o reverencia incluyen un "íntimo" o "subordinado".
1. Nivel I, un “neutro”, “distante” o “primer respeto”.
2. Nivel II, un “reverencial”.
3. Nivel III, y finalmente, el compadrazgo sagrado, “ultra-reverencial”.
4. Nivel IV utilizado en contextos religiosos.

Los compadres, o padrinos, que se establecen como parientes a través del ritual religioso, son los únicos miembros de la comunidad a quienes se les aplica este nivel más alto de reverencia.
Los morfemas utilizados para expresar estos cuatro niveles de honor son una manifestación lingüística de la estructura social y las estrategias de cortesía de la cultura náhuatl. Factores como la edad, el parentesco, la ocupación, la fluidez en náhuatl y el valor cultural del compadrazgo son primordiales para determinar el nivel de reverencia que uno merece.
Los cuatro niveles de honor están respaldados por un marco de creencias y valores culturales, y especialmente religiosos. El uso honorífico también varía ligeramente entre los dialectos, una variación estrechamente ligada al estatus socioeconómico, el respeto por la tradición, la solidaridad indígena y el grado de contacto de una región con otras comunidades de habla.

## Sustantivos de respeto
Cuando se le quiere agregar un sentido de respeto a un sustantivo, se le añade por el sufijo -tzin. Además se puede aumentar el nivel de respeto por el sufijo -tli al -tzin (-tzintli).
Ejemplos:
- Nantli (madre)
  - Nantzin (honorada madre)
  - Nantzintli (muy honorada madre)
- Tahtli (padre)
  - Tahtzin (honorado padre)
  - Tahtzintli (muy honorado padre)
- Citlalli (estrella)
  - Citlaltzin (honrada estrella)
  - Citlaltzintli (muy honrada estrella)